# Лопес Феррейра, Алисон
А́лисон Ло́пес Ферре́йра, либо просто А́лисон (порт.-браз. Alison Lopes Ferreira; род. 1 марта 1993, Монгагуа, Сан-Паулу) — бразильский футболист, полузащитник оборонительного плана. Выступает за бразильский клуб «Лондрина»

## Биография
Алисон Феррейра — воспитанник футбольной академии «Сантоса». В основном составе дебютировал в возрасте 18 лет 9 сентября 2011 года в домашнем матче чемпионата Бразилии против «Крузейро». Опорный полузащитник вышел на замену в конце игры, которую «рыбы» выиграли со счётом 1:0. После этого игрок продолжил работать с молодёжным составом, и в следующий раз в основе появился почти через два года. Сначала он вновь вышел на замену в матче чемпионата Бразилии 12 июля 2013 года против «Португезы» (победа 4:1), но получил больше игрового времени — 20 минут во втором тайме. 10 сентября 2013 года в гостевом матче против «Интернасьонала» (победа 2:1) Алисон впервые появился в стартовом составе «Сантоса». Оставшиеся 24 матча сезона Алисон неизменно выходил в стартовом составе.
В 2015 году полузащитник также был среди игроков основы, но в 2015 и 2016 годах стал появляться на поле значительно реже (хотя и выиграл с командой два чемпионата штата). По этой причине в 2017 году он отправился за игровой практикой в аренду в клуб «Ред Булл Бразил».
После завершения аренды Алисон стал намного чаще появляться в основе. Постепенно игрок стал одним из ветеранов команды и был выбран капитаном. В 2019 году помог команде занять второе место в чемпионате Бразилии. На групповом этапе Кубка Либертадорес 2020 Алисон из-за травмы впервые сыграл только в третьем туре, но в плей-офф регулярно появлялся в основе. Капитан помог «рыбам» выйти в финал турнира.

## Титулы и достижения
- Чемпион штата Сан-Паулу (2): 2015, 2016
- Вице-чемпион Бразилии (1): 2019
- Финалист Кубка Либертадорес (1): 2020